# AMC Ambassador
O Ambassador é um modelo de porte grande da American Motors Corporation.